# Psychotria tipuanensis
Psychotria tipuanensis är en måreväxtart som beskrevs av Paul Carpenter Standley. Psychotria tipuanensis ingår i släktet Psychotria och familjen måreväxter. Inga underarter finns listade i Catalogue of Life.